# مخدوم‌کندی
مخدوم‌کندی یکی از روستاهای استان آذربایجان شرقی است که در دهستان چاراویماق مرکزی بخش مرکزی شهرستان چاراویماق واقع شده‌است.

## جاذبه های طبیعی
مناظر طبیعی این روستا در خرداد ماه بسیار خیره کننده و چشم نواز است.